# Helena (Alabama)
Helena è un comune degli Stati Uniti d'America situato nelle contee di Shelby, Jefferson dello Stato dell'Alabama.